# IMRI
Імрі Зів (івр. אימרי זיו; нар. 12 вересня 1991 року) — ізраїльський співак, представник Ізраїлю на конкурсі Євробачення 2017.

## Біографія
Імрі Зів народився 12 вересня 1991 року в Год-га-Шароні. У 2015 і 2016 роках брав участь у Євробаченні як бек-вокаліст. У 2017 році брав участь у четвертому сезоні національного відбіркового туру HaKokhav HaBa і став переможцем. Це дало змогу йому представляти Ізраїль на конкурсі Євробачення-2017. За підсумками голосування посів 23 місце.

## Особисте життя
У червні 2023 року Імрі повідомив що є геєм.